# Distribución de cuasiprobabilidad de Wigner

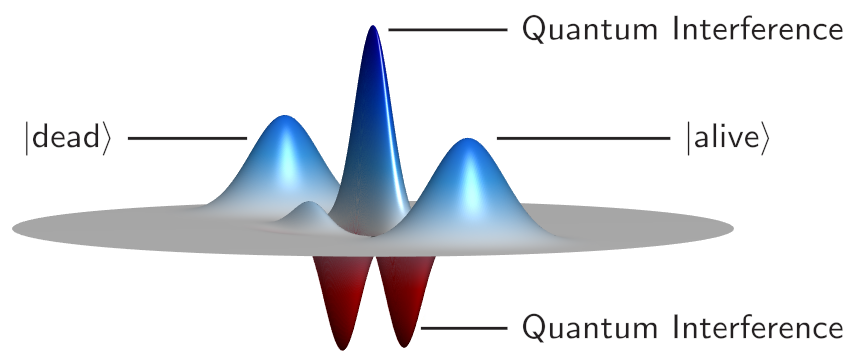
Ejemplo de una función de Wigner para un estado de gato de Schrödinger.

La cuasi/probabilidad de Wigner, también llamada función de Wigner o distribución Wigner-Ville, es un tipo de distribución introducidos por Eugene Wigner y Jean Ville en 1932 que explora ciertas condiciones probabilísticas en el campo de física cuántica. La distribución de cuasi-probabilidad importante sobre el espacio de las fases es la conocida función de Wigner. Tiene aplicación en el análisis de señales, debido a que provee una representación de una señal en sus variables conjugadas a través del espacio de fase. En el contexto de la mecánica cuántica, esta función representa una distribución de cuasiprobabilidad en el espacio de fase para un estado cuántico.
Tiene aplicaciones en mecánica estadística, química cuántica, óptica cuántica, óptica clásica y análisis de señales, así como en diversas áreas de la ingeniería eléctrica, sismología, biología y diseño de motores.
Esta función parece ser la primera de las distribuciones de cuasi-probabilidad introducida en 1932. El objetivo era vincular la función de onda que aparece en la ecuación de Schrödinger con una distribución de probabilidad en el espacio de fases. Está definida para un operador densidad arbitrario como:
| {\displaystyle W(x,p)~{\stackrel {\text{def}}{=}}~{\frac {1}{\pi \hbar }}\int _{-\infty }^{\infty }\psi ^{*}(x+y)\psi (x-y)e^{2ipy/\hbar }\,dy,} |
La función de Wigner es real, pero puede ser negativa. Por tal razón no puede ser considerada como una distribución de probabilidad genuina. Sin embargo, cuando es integrada sobre una de las dos variables x o p, se obtiene la distribución de probabilidad para la otra. 
Las propiedades estadísticas de un modo en la cavidad están descritas por la función de Wigner. Para un estado coherente la función de Wigner siempre es positiva en tanto que para un estado de Fock ésta toma valores negativos. La función de Wigner se calcula como el valor esperado del operador paridad, considerando el estado del campo desplazado, así: W(α) = 2Tr[D(−α)ρD(α)P],